# Голландейл (Міссісіпі)
Голландейл (англ. Hollandale) — місто (англ. city) в США, в окрузі Вашингтон штату Міссісіпі. Населення — 2323 особи (2020).

## Географія
Голландейл розташований за координатами 33°10′34″ пн. ш. 90°51′10″ зх. д. / 33.17611° пн. ш. 90.85278° зх. д. (33.176105, -90.852898).  За даними Бюро перепису населення США в 2010 році місто мало площу 5,74 км², уся площа — суходіл.

## Демографія
Згідно з переписом 2010 року, у місті мешкали 2702 особи в 987 домогосподарствах у складі 694 родин. Густота населення становила 471 особа/км².  Було 1088 помешкань (190/км²).
Расовий склад населення:
| - 87,2 % — чорних або афроамериканців - 12,2 % — білих - 0,1 % — азіатів |

До двох чи більше рас належало 0,5 %. Частка іспаномовних становила 0,2 % від усіх жителів.
За віковим діапазоном населення розподілялося таким чином: 28,7 % — особи молодші 18 років, 58,5 % — особи у віці 18—64 років, 12,8 % — особи у віці 65 років та старші. Медіана віку мешканця становила 35,3 року. На 100 осіб жіночої статі у місті припадало 86,6 чоловіків;  на 100 жінок у віці від 18 років та старших — 76,3 чоловіків також старших 18 років.
Середній дохід на одне домашнє господарство  становив 32 563 долари США (медіана — 23 333), а середній дохід на одну сім'ю — 37 325 доларів (медіана — 25 321). Медіана доходів становила 32 955 доларів для чоловіків та 24 943 долари для жінок. За межею бідності перебувало 47,5 % осіб, у тому числі 71,3 % дітей у віці до 18 років та 25,8 % осіб у віці 65 років та старших.
Цивільне працевлаштоване населення становило 723 особи. Основні галузі зайнятості: освіта, охорона здоров'я та соціальна допомога — 28,9 %, роздрібна торгівля — 12,4 %, виробництво — 10,7 %, науковці, спеціалісти, менеджери — 9,7 %.